# Intèrfon de vigilància

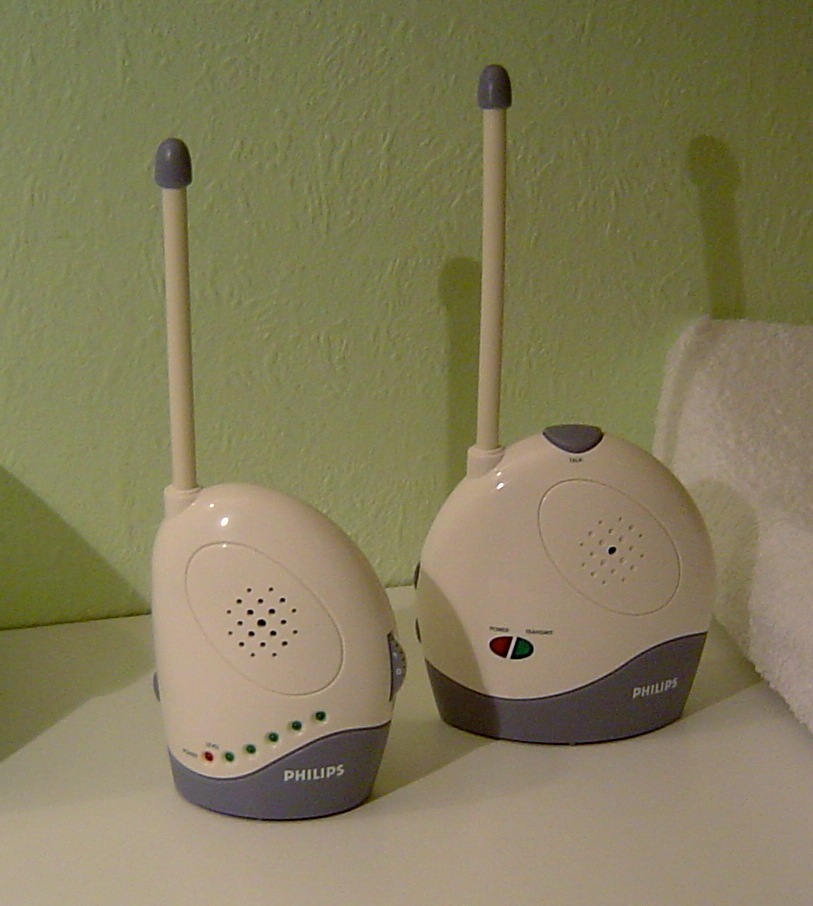
Joc de transmissor i receptor

Un intèrfon de vigilància és un dispositiu que permet escoltar en una altra habitació, el so a l'habitació d'un nadó, una criatura o qualsevol persona que necessita vigilància. Consta de dues parts, el transmissor amb micròfon incorporat i el receptor amb l'altaveu. Al començament va ser utilitzada la xarxa elèctrica, però avui en dia s'utilitzen també ones de ràdio o aplicacions per via del telèfon mòbil.
Els intèrfons de vigilància basats en DECT poden emetre fins a 600 metres, tenen millor qualitat del so i son més difícils d'interferir el senyal. Alguns Intèrfons només s'encenen quan el so arriba a un determinat nivell sonor, per exemple quan el nadó està plorant. També hi ha versions que aporten alguna cosa nova, com una càmera de vídeo (o amb sensor IR d'imatge).
Els intèrfons es poden utilitzar per a gent gran postrats al llit, perquè puguin posar-se en contacte amb els que els cuiden, si necessiten alguna cosa.
Fins als anys vuitanta del segle XX hi va haver també un altre tipus d'intèrfon equipat amb un transmissor de FM amb un abast d'uns cent metres. Aquest tipus podia ser escoltat amb una ràdio normal de FM sintonitzant-la a la freqüència de l'intèrfon.